# Willughbeia
Willughbeia é um género botânico pertencente à família Apocynaceae.